# Arrondissement d'Altenkirchen (Westerwald)
Pour les articles homonymes, voir Altenkirchen (homonymie).
L'arrondissement d’Altenkirchen (Westerwald) est une division administrative allemande, située dans le land de Rhénanie-Palatinat. Son chef lieu est Altenkirchen (Westerwald).

## Villes, communes et communautés d’administration
(nombre d’habitants au 31/12/2008)

### Ville non fusionnée
- 1. Herdorf, ville (7 203)

* chef lieu de la communauté d'administration
| - 1. Ville fusionnée d'Altenkirchen 1. Almersbach (444) 2. Altenkirchen (Westerwald), ville * (6 042) 3. Bachenberg (112) 4. Berod bei Hachenburg (606) 5. Birnbach (614) 6. Busenhausen (340) 7. Eichelhardt (476) 8. Ersfeld (64) 9. Fiersbach (287) 10. Fluterschen (754) 11. Forstmehren (151) 12. Gieleroth (706) 13. Hasselbach (332) 14. Helmenzen (879) 15. Helmeroth (221) 16. Hemmelzen (218) 17. Heupelzen (276) 18. Hilgenroth (308) 19. Hirz-Maulsbach (332) 20. Idelberg (51) 21. Ingelbach (557) 22. Isert (177) 23. Kettenhausen (231) 24. Kircheib (553) 25. Kraam (158) 26. Mammelzen (1 078) 27. Mehren (488) 28. Michelbach (Westerwald) (588) 29. Neitersen (834) 30. Obererbach (Westerwald) (585) 31. Oberirsen (668) 32. Oberwambach (423) 33. Ölsen (95) 34. Racksen (157) 35. Rettersen (396) 36. Schöneberg (424) 37. Sörth (236) 38. Stürzelbach (247) 39. Volkerzen (89) 40. Werkhausen (239) 41. Weyerbusch (1 404) 42. Wölmersen (409) | - 2. Ville fusionnée de Betzdorf 1. Alsdorf (1.688) 2. Betzdorf, Stadt * (10 185) 3. Grünebach (548) 4. Scheuerfeld (2 112) 5. Wallmenroth (1 248) - 3. Ville fusionnée de Daaden 1. Daaden * (4 429) 2. Derschen (1 100) 3. Emmerzhausen (740) 4. Friedewald (1 186) 5. Mauden (118) 6. Niederdreisbach (948) 7. Nisterberg (416) 8. Schutzbach (412) 9. Weitefeld (2 437) - 4. Ville fusionnée de Flammersfeld 1. Berzhausen (186) 2. Bürdenbach (525) 3. Burglahr (503) 4. Eichen (583) 5. Eulenberg (60) 6. Flammersfeld * (1 126) 7. Giershausen (91) 8. Güllesheim (680) 9. Horhausen (Westerwald) (1 919) 10. Kescheid (132) 11. Krunkel (673) 12. Niedersteinebach (171) 13. Oberlahr (763) 14. Obernau (153) 15. Obersteinebach (217) 16. Orfgen (252) 17. Peterslahr (290) 18. Pleckhausen (808) 19. Reiferscheid (394) 20. Rott (446) 21. Schürdt (267) 22. Seelbach (Westerwald) (336) 23. Seifen (160) 24. Walterschen (164) 25. Willroth (847) 26. Ziegenhain (133) | - 5. Ville fusionnée de Gebhardshain 1. Dickendorf (387) 2. Elben (332) 3. Elkenroth (1 881) 4. Fensdorf (425) 5. Gebhardshain * (1 911) 6. Kausen (795) 7. Malberg (1 066) 8. Molzhain (562) 9. Nauroth (1 116) 10. Rosenheim (Landkreis Altenkirchen) (716) 11. Steinebach/Sieg (1 265) 12. Steineroth (656) - 6. Ville fusionnée de Hamm (Sieg) 1. Birkenbeul (490) 2. Bitzen (829) 3. Breitscheidt (1 018) 4. Bruchertseifen (733) 5. Etzbach (1 324) 6. Forst (644) 7. Fürthen (1 227) 8. Hamm (Sieg) * (3 297) 9. Niederirsen (103) 10. Pracht (1 560) 11. Roth (1 534) 12. Seelbach bei Hamm (Sieg) (196) - 7. Ville fusionnée de Kirchen (Sieg) 1. Brachbach (2 409) 2. Friesenhagen (1 665) 3. Harbach (570) 4. Kirchen (Sieg), Stadt * (8 893) 5. Mudersbach (6 247) 6. Niederfischbach (4 764) - 8. Ville fusionnée de Wissen 1. Birken-Honigsessen (2 601) 2. Hövels (654) 3. Katzwinkel (Sieg) (1 974) 4. Mittelhof (1 127) 5. Selbach (Sieg) (823) 6. Wissen, ville * (8 271) |

## Administrateurs de l'arrondissement
- 1816–1844 Wilhelm Koch (de)
- 1845–1851 Jakob von Hilgers (de)
- 1851–1852 Adolf Ernst von Ernsthausen
- 1852–1875 Heinrich Joseph Kampers (de)
- 1876–1882 Johannes Kiesel (de)
- 1882–1902 Friedrich Boehm (de)
- 1902–1912 Robert von Görschen (de)
- 1912–1919 Clemens Busch (de)
- 1919–1933 Wilhelm Boden
- 1933–1938 Konrad Gorges
- 1938–1945 Ernst Ewald Kunckel (de)
- 1945–9999 Wilhelm Boden
- 1945–1948 Richard Bornheim (de)
- 1948–1966 Hanns Sinzig (de)
- 1966–1979 Hermann Krämer (de)
- 1980–1988 Alfred Beth (de)
- 1989–1998 Herbert B. Blank (de)
- 1998–2006 Alfred Beth
- 2006–2019 Michael Lieber (de)
- depuis 2019 Peter Enders (de)

## Personnalités liées à l'arrondissement
- Léopold Fonck (1865-1930), religieux né à Wissen